# Петкович, Ивица
Ивица Саве Петкович (серб. Ivica Save Petković / Ивица Саве Петковић; 26 мая 1968, Прокупле — 11 апреля 1999, Кошаре) — лейтенант сухопутных войск Союзной Республики Югославии, один из 108 солдат, погибших во время битвы на Кошарах.

## Биография
Родился 26 мая 1968 года в Прокупле. Окончил Военную академию Сухопутных войск, был командиром взвода в 125-й моторизованной бригаде. Участник Косовской войны и сражения на Кошарах, начавшегося 9 апреля 1999 года. Был женат, сыновья — Предраг и Мирослав, также у него был брат Зоран.
16 апреля 1999 года Ивица Петкович командовал отрядом во время контратаки на позиции Армии освобождения Косово на Майя-Главе. Эта атака переросла в упорные бои: расстояние между позициями противников менялось от 50 до 100 м. Петкович получил пулевое ранение во время боя, однако от медицинской помощи, предложенной сослуживцами, отказался, потребовав продолжать атаку. В итоге югославскими войсками была взята Майя-Глава у югославско-албанской границы, что позволило югославам закрепиться на этой позиции до конца войны. Однако самого Петковича спасти не удалось: по словам его сослуживца Бояна Ристича, Петкович был убит снайперским выстрелом в голову (точные обстоятельства гибели Ивицы Петковича неизвестны до сих пор).
Посмертно награждён орденом «За заслуги в области обороны и безопасности» I степени. Именем Петковича названа улица в селе Липовац у Крушеваца.